# Ruse Peak
Der Ruse Peak (englisch; bulgarisch връх Русе wrach Russe) ist ein über 800 m hoher Berg auf der Livingston-Insel im Archipel der Südlichen Shetlandinseln. Am westlichen Ende des Delchev Ridge in den Tangra Mountains ragt er östlich des Devin Saddle, 2,7 km ostnordöstlich des Plovdiv Peak und 1,4 km südwestlich des Delchev Peak auf. Der Magura-Gletscher liegt südwestlich und der Iskar-Gletscher nordwestlich und nördlich von ihm
Die bulgarische Kommission für Antarktische Geographische Namen benannte den Berg 2002 nach der Stadt Russe im Norden Bulgariens.